# Милан Миша Мартиновић
Милан Миша Мартиновић  (Велико Градиште, 2. август 1931 — Београд, 3. децембра 2007) био је српски сликар и графичар.

## Биографија
Рођен је 2. августа 1931. у Великом Градишти. Од своје ране младости живи и ради у Београду и Ваљеву. Завршио редовне студије на Академији Примењене Уметности - одсек Примењене графике 28.06.1959 године у Београду. Тадашни ректор је био Ђорђе Андрејевић Кун.
Завршио постдипломске студије 1962. на факултету Примењене уметности у Београду .
Истакнути београдски дизајнер Милан Миша Мартиновић , дугогодишњи сарадник Модерне галерије и Издавачког предузећа „Колубара” где је и био ликовни уредник „Колубариних” издања. Миша се са нарочитим успехом бавио ликовном опремом књига, у том својству потписивао је и сва издања Издавачког предузећа (друштва) „Колубара”.
У Ваљево га је довело друговање из студентских дана на београдској Ликовној академији, почетком шездесетих година, са сликаром Љубом Поповићем. Имали су заједнички атеље „Кула” на једној од стамбених зграда у близини престоничке железничке станице.
Аутор првог знака Студија Б.
Аутор идејног решења заштитног знака Скадарлије (Шешир, штап и ружа).
Аутор поштанске маркице за Олимпијаду Минхен 1972 године.
Аутор пригодне коверте СПС-Планика 1972 године.
Аутор поштанске маркице „ Дечија недеља“ 1961 године.
У Модерној галерији у Ваљеву ликовно је опремао све каталоге и плакате за изложбе од њеног оснивања пре 20 година па до своје смрти.
Творац је специфичног ћириличног писма „ваљевчица” коју су највише користили Агенција „Ваљевац” и Ваљевска гимназија.
Преминуо је 03. децембра 2007. године, у Београду, у 76-ој години живота.

## Признања
У току живота и рада Милан Миша Мартиновић је добио многа признања, а најзначајнија су:

### Награде
- Мартиновић Милан, графике, 11-20.4. 1965. изложба у графичком колективу
- Октобарски салон 1964. године
- Награда УЛУСа, за рад „Госпођица II - бакропис" 1966. године
- Захвалница града Бања Лука за донацију радова за помоћ после земљотреса 1969. године
- Захвалница друштва за борбу против рака 1966. године
- Захвалница за учешће у акцији „Помоћ старим лицима“ у организацији Београдске хронике и Сава центра 1981. године
- Годишња награда улупудуса 1984. године
- Захвалница за учешће у акцији у изградњи дома за децу без родитеља на Вождовцу 1987. године
- Повеља Јежа за изузетну ауторску сарадњу и допринос угледу „Јежа“ 1985. године

## Галерија
- Диплома о завршеним студијама на академији примењене уметности на одсеку примењене графике.
- Диплома Универзитета уметности у Београд о завршеним последипломским студијама Милану Мартиновићу
- Награда Милану Мартиновићу за рад "Госпођица II * бакропис"
- Редакција "ЈЕЖА" додељује повељу Миши Мартиновићу
- Друштво Србије за борну против рака додељује захвалницу Милану Мартиновићу
- Захвалница града Бања Лука за донацију радова за помоћ после земљотреса 1969
- Захвалница за учешће у акцији „Помоћ старим лицима“ у организацији Београдске хронике и Сава центра 1981.
- Фондација споменица солидарности додељује Милану Мартиновићу захвалницу